# 鎮玉村
鎮玉村（しずたまむら）は静岡県の西部、引佐郡に属していた村である。現在の浜松市浜名区北部にあたる。

## 地理
- 湖沼：浅間山、鳶ノ巣山、天日山、観音山
- 河川：都田川

## 歴史
- 1889年（明治22年）4月1日 - 町村制の施行により、田沢村、的場村、四方浄村、別所村、西久留米木村、渋川村、東久留米木村［大部分］が合併して発足。
- 1955年（昭和30年）5月1日 - 引佐町・奥山村・伊平村と合併し、改めて引佐町が発足。同日鎮玉村廃止。
- 2005年（平成17年）7月1日 - 引佐町が浜松市に編入。
- 2007年（平成19年）4月1日 - 浜松市が政令指定都市に移行。旧村域が北区となる。
- 2024年（令和6年）1月1日 - 浜松市の行政区再編により、旧村域が浜名区となる。

## 公共交通
- 国鉄バス 西天竜線・遠三線

## 名所・旧跡・観光スポット・祭事・催事
- 渋川温泉